# Ngô Tự Nam
Ngô Tự Nam (sinh 1956) là đại biểu Quốc hội Việt Nam khóa 12, thuộc đoàn đại biểu Đồng Tháp.